# Liste der Bodendenkmale in Süpplingen
In der Liste der Bodendenkmale in Süpplingen sind alle Bodendenkmale der niedersächsischen Gemeinde Süpplingen aufgelistet. Die Quelle ist der Denkmalatlas Niedersachsen.
- Diese Liste erhebt keinen Anspruch auf Vollständigkeit.
- Die Angaben ersetzen nicht die rechtsverbindliche Auskunft der zuständigen Denkmalschutzbehörde.
- Es sind nur Daten aus dem Denkmalatlas verarbeitet.
- Der Stand der Liste ist der 25. August 2024.

Süpplingen im Landkreis Helmstedt

## Allgemein
In den Spalten finden sich folgende Informationen des Bodendenkmales:
| Lage         | geographische Koordinaten                                                           |
| Bezeichnung  | Bezeichnung lt. Denkmalatlas                                                        |
| Beschreibung | Beschreibung lt. Denkmalatlas                                                       |
| ID           | Objekt-ID                                                                           |
| Bild         | Bild, ggf. zusätzlich mit Link zu weiteren Fotos im Medienarchiv Wikimedia Commons. |

## Süpplingen
| Lage                         | Bezeichnung            | Beschreibung | ID       | Bild |
| ---------------------------- | ---------------------- | --- | -------- | ---- |
| 52° 13′ 44″ N, 10° 54′ 49″ O | Süpplingen 1 Grabhügel | Ein Grabhügel zwischen den Adressen Im Bodetal 9 und Im Bodetal 10 im Ortsbereich von Süpplingen, sogenannt In den Fuhren. | 28970034 | BW   |